# Macef

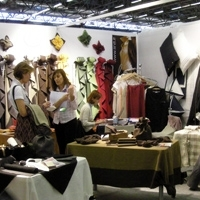
Салон Macef

Macef (транслитер. Мачеф) — крупнейший в Европе международный салон-выставка товаров для дома, посуды, кухонных принадлежностей, серебра, предметов дизайна, текстильных изделий, подарков, декоративных товаров, бижутерии, ювелирных изделий и модных аксессуаров. Отличительной чертой мероприятия является освещение модных тенденций в дизайне и технологиях. Выставка начала свою работу в 1964 году и проводится с периодичностью 2 раза в год в Италии (Милан).
Организатор выставки — компания Fiera Milano International S.p. A. Выставка традиционно проходит в выставочном зале Fiera Milano.

## Направления экспозиции Macef
- Традиции и инновации

Аксессуары и дополнения для интерьера
- Золотые и серебряные изделия

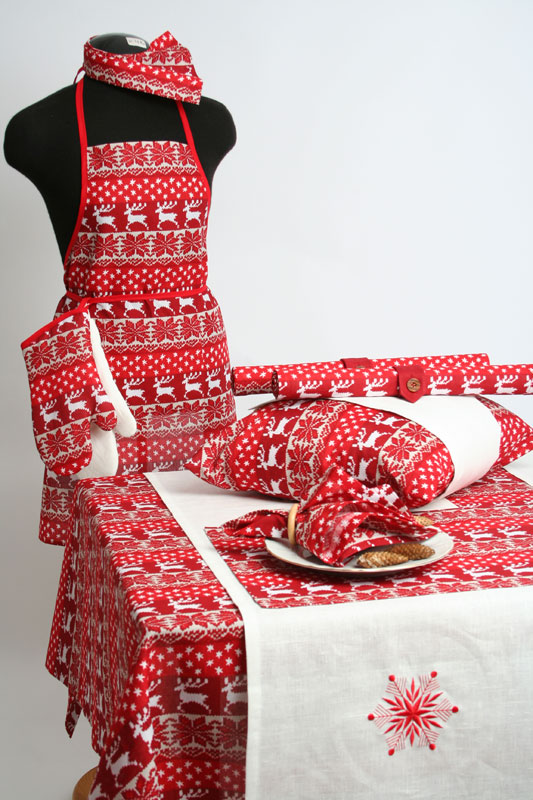
Салон Macef 2009

Ювелирные, золотые и серебряные изделия, бижутерия и аксессуары
- Предметы обстановки и декор

Текстиль для дома, интерьерный декор и дополнения
- Стол и кухня

Предметы сервировки стола, изделия и текстиль для кухни
- Бижутерия и аксессуары

Бижутерия и модные аксессуары
- Подарки

Аксессуары, подарки, канцелярские товары и проект I ♥ GIFTS